# Sphinx centrosinaria
Sphinx centrosinaria là một loài bướm đêm thuộc họ Sphingidae. Nó được tìm thấy ở Tứ Xuyên, Vân Nam và Tây Tạng in miền nam Trung Quốc.
Sải cánh dài khoảng 76 mm. It is very similar in colour và pattern to Sphinx crassistriga, but larger, the forewing is more elongate và apically pointed.
Ấu trùng có thể ăn Pinaceae species.